# 尾尖毛喉龙胆
尾尖毛喉龙胆（学名：Gentiana faucipilosa var. caudata）是龙胆科龙胆属毛喉龙胆的变种，为中国的特有植物。分布在中国大陆的云南、四川等地，目前尚未由人工引种栽培。